# Джос
Джос (англ. Jos) — 10-те за величиною місто в республіці Нігерія. Населення 1 000 000 чол. (2010 р., оцінка). Також є адміністративним центром Нігерійського штату Плато.

## Географія
Розташований у горішній частині плато Джос, у так званій Середній Нігерії.

### Клімат
Місто знаходиться у зоні, котра характеризується кліматом тропічних саван. Найтепліший місяць — березень із середньою температурою 25 °C (77 °F). Найхолодніший місяць — січень, із середньою температурою 20.6 °С (69 °F).
| Клімат Джоса            | Клімат Джоса | Клімат Джоса | Клімат Джоса | Клімат Джоса | Клімат Джоса | Клімат Джоса | Клімат Джоса | Клімат Джоса | Клімат Джоса | Клімат Джоса | Клімат Джоса | Клімат Джоса | Клімат Джоса |
| Показник                | Січ.         | Лют.         | Бер.         | Квіт.        | Трав.        | Черв.        | Лип.         | Серп.        | Вер.         | Жовт.        | Лист.        | Груд.        | Рік          |
| Середній максимум, °C   | 22           | 25           | 26           | 26           | 25           | 23           | 21           | 22           | 22           | 23           | 23           | 22           | 23           |
| Середня температура, °C | 20           | 23           | 25           | 25           | 23           | 22           | 20           | 20           | 21           | 22           | 21           | 21           | 22           |
| Середній мінімум, °C    | 18           | 21           | 23           | 23           | 21           | 20           | 19           | 19           | 19           | 20           | 19           | 18           | 20           |
| Днів з опадами          | 0            | 1            | 0            | 2            | 3            | 2            | 7            | 9            | 6            | 2            | 0            | 1            | 33           |
| Днів з дощем            | 0            | 1            | 0            | 2            | 3            | 2            | 7            | 9            | 6            | 2            | 0            | 1            | 33           |
| ----------------------- | ------------ | ------------ | ------------ | ------------ | ------------ | ------------ | ------------ | ------------ | ------------ | ------------ | ------------ | ------------ | ------------ |
| Джерело: Weatherbase    |              |              |              |              |              |              |              |              |              |              |              |              |              |

## Уродженці
- Майкл Олайтан (* 1993) — нігерійський футболіст.